# Écomusée Au bon roi Louis
L'écomusée Au bon roi Louis est un musée d'histoire de l'île de La Réunion, département d'outre-mer français dans le sud-ouest de l'océan Indien. Situé sur le territoire communal de Saint-Philippe, dans le sud-est de l'île, cet écomusée privé présente des objets du quotidien significatifs de l'histoire réunionnaise. Ses collections sont conservées par le propriétaire, M. Raphaël Piras.